# Larry Sellers
Larry Sellers (ur. 2 października 1949 w Pawhusce, w stanie Oklahoma, zm. 9 grudnia 2021) – amerykański aktor drugoplanowy, znany przede wszystkim z roli jednego z szejeńskich przywódców, Tańczącej Chmury, w serialu Doktor Quinn.

## Życiorys
Sellers za sprawą swoich osedżowsko-czirokesko-dakockich korzeni był tzw. aktorem charakterystycznym. Grywał głównie dalszoplanowe role Indian. W swojej karierze pracował również jako kaskader oraz tłumacz i konsultant ds. Indian północnoamerykańskich. Był narodowym specjalistą od tej tematyki w Centrum Historii Indian Amerykańskich (Newberry Library Center for the History of the American Indian) w Chicago. Specjalizuje się w plemionach z Wielkich Równin. Współpracował m.in. z Wydziałem Edukacji Stanu Arizona jako konsultant ds Indian. Jest jednym z „bohaterów” książki-wywiadu Of Earth and Elders: Visions and Voices from Native America. Zdobywca nagrody First Americans in the Arts dla Najlepszego aktora w serialu telewizyjnym. Mieszkał w Boulder, w stanie Kolorado.

## Filmografia

### Filmy telewizyjne i kinowe
- 2009: Sacred Bloods jako Baron
- 2007: Four Sheets to the Wind jako wuj Cufego (nazwisko nie pojawia się w czołówce)
- 1999: Doktor Quinn (film telewizyjny) jako Tańcząca Chmura
- 1996: Szalony koń (film telewizyjny)
- 1995: Skullduggery (film krótkometrażowy) jako Indianin
- 1994: Jack Błyskawica jako wódz Komanczów
- 1993: Świat Wayne’a 2 jako nagi Indianin
- 1993: Fugitive Nights: Danger in the Desert jako Vega
- 1991: Son of the Morning Star (film telewizyjny)
- 1987: Jaki ojciec, taki syn jako pomocnik Navaho
- 1987: Dziki i wolny (film telewizyjny) jako Pędzący Wilk
- 1987: Zamach jako Indianin Joe
- 1987: Hazardzista: Legenda żyje (film telewizyjny) jako Indianin
- 1985: Agent na lodzie jako Hubbards
- 1985: Rewolucja jako Honchwah

### Seriale telewizyjne
- 2002: Rodzina Soprano, 1999–2007 jako profesor Del Redclay (występ gościnny)
- 1993–1998: Doktor Quinn jako Tańcząca Chmura (występy regularne)
- 1995: Beverly Hills, 90210, 1990–2000 jako Szejen oraz szeryf Al Whitefeather (dwukrotny występ gościnny)
- 1995: Hawkeye, 1994–1995 jako Tog-wah (występ gościnny)
- 1994: Strażnik Teksasu, 1993–2001 jako Tom Uciekający Wilk (występ gościnny)
- 1989: Dzień za dniem, 1989–1993 jako Indianin (występ gościnny)
- 1986: Crime Story, 1986–1988 jako Billy Pędzący Ptak (występ gościnny)
- b.d.: Szpital miejski (General Hospital)[5]

### Inne funkcje
- 2013: Four Winds (film krótkometrażowy) jako konsultant
- 1993–1998: Doktor Quinn (serial telewizyjny) jako konsultant
- 1986: Agent na lodzie jako koordynator kaskaderów i kaskader